# Hoti (stam)

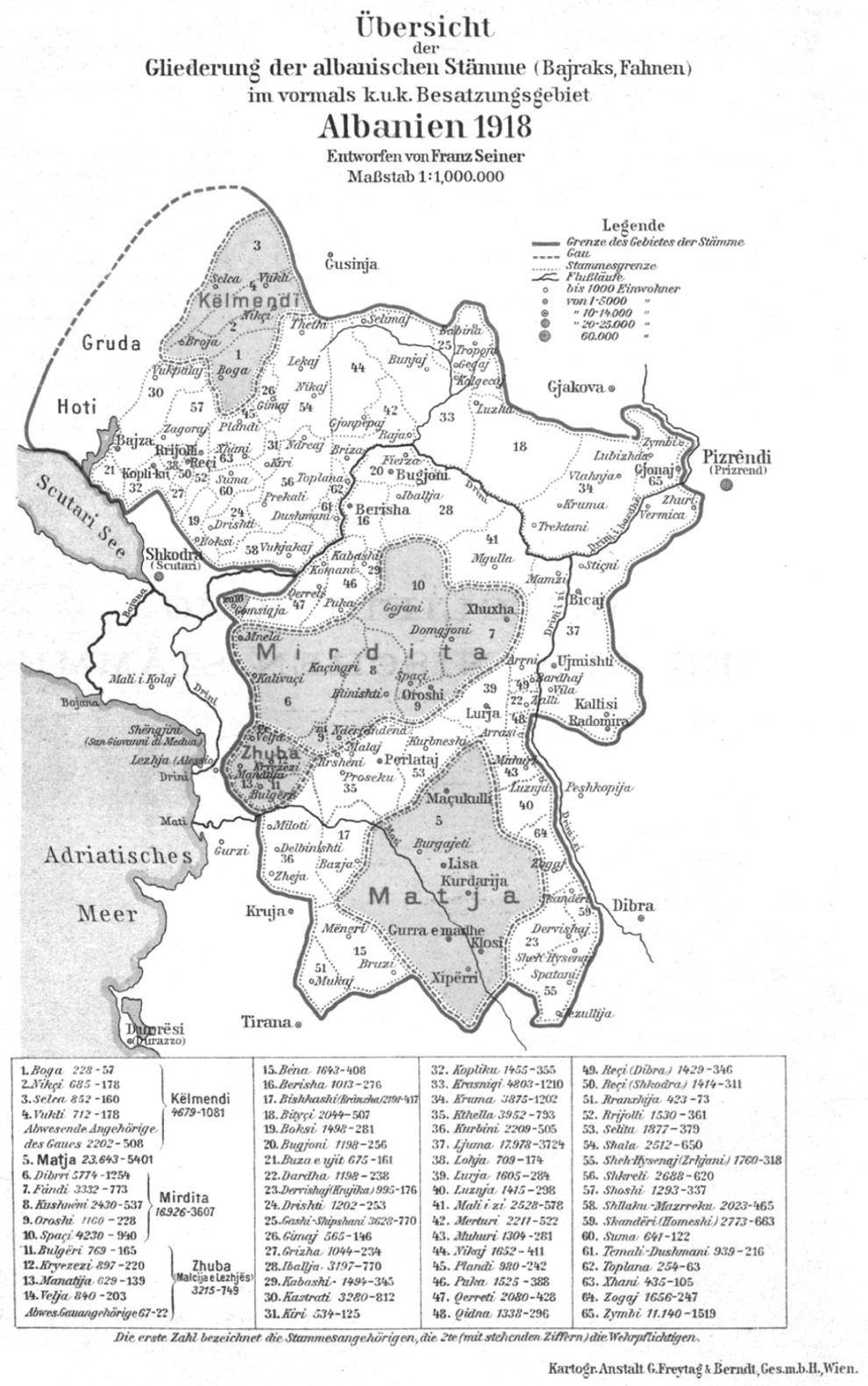
Hoti längst upp till vänster.

Hoti, (albanska: Hoti) är en historisk stam och region i Malsia e Madhe i södra Montenegro och norra Albanien.

## Historia
Hoti nämns för första gången år 1474 som montanea ottanorum ("berget i Hoti").
År 1499 startade Hoti och Grudastammen revolt mot osmanska riket på grund av de höga skatterna.
1913 tilldelades Gruda och Hoti till Montenegro av stormakterna. Efter det invaderade Montenegro Gruda den 30 maj 1913. Efter hårt motstånd och många döda försökte Nikola I av Montenegro muta stamledarna med pengar, men de vägrade. Som reaktion på ockupationen skickade stamledaren för Gruda en deputation till Sir Cecil Burney, med begäran att inte ge Hoti till Montenegro utan att få vara inom Albaniens gränser. Men efter ett halvår hade Montenegro full kontroll över stammarna. De flesta bosättningarna i Hoti och Gruda var jämnade med marken och över 700 familjer från Gruda och Hoti flydde till Albanien.

## Antropologi
I muntlig tradition sägs Hoti komma från Bosnien. De hävdar att de härstammar från en bosnisk man kallad Keq Preka eller Kec Panta, som flydde till Piperi i Montenegro runt 1520-talet. Preka hade flera söner: Lazar Keqi (stamfadern till Hoti), Ban Keqi, Kaster Keqi, Merkota Keqi, Vas Keqi och Piper Keqi. De är stamfäder till de albansktalande stammarna Hoti, Krasniqi och Nikaj, samt till de montenegrinsk/serbisktalande Piperi, Vasojevići och Ozrinići.
Familjerna i Hoti:
- Camaj
- Dedvukaj
- Drekaj
- Dushaj
- Gjelaj
- Gjonaj
- Gojçaj
- Junçaj
- Lucgjonaj
- Çunmulaj
- Lajçaj
- Nicaj
- Prelvukaj

## Demografi
I en rapport från 1614, skriven av Mariano Bolizza, fanns det 212 hushåll och 600 män redo för strid, ledda av Marash Papa.

## Religion
Majoriteten av Hoti är katoliker, medan en minoritet är muslimer.

## Kända personer från Hoti
- Ded Gjo Luli - stamledare
- Çun Mula - flaggbärare av Hoti
- Marash Uci - frihetskämpe
- Palok Traboini Lulis sekreterare
- Emina Çunmulaj - amerikansk modell